# Gluschenkow TWD-10

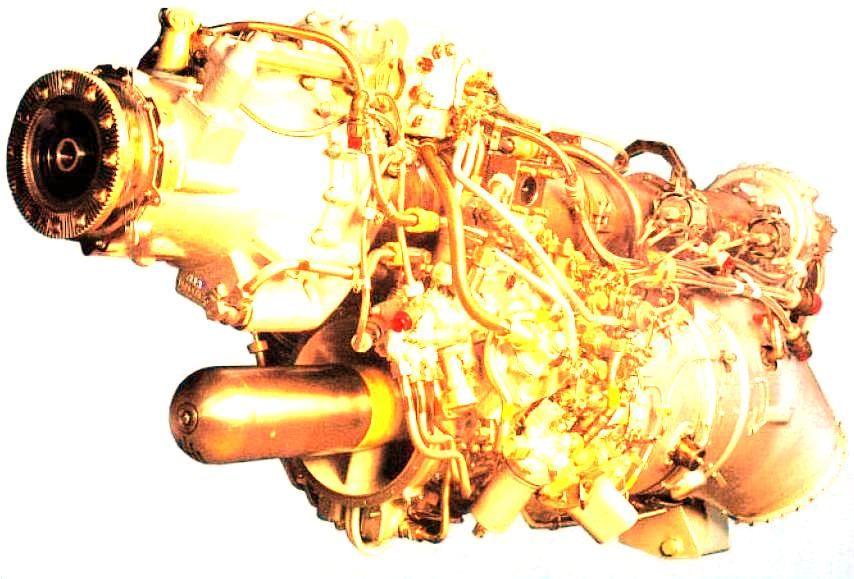
TWD-10

Das Gluschenko TWD-10 (russisch ТВД-10, auch OKB Omsk TWD-10) ist ein russisches Turboprop-Triebwerk des Omsker Experimental-Konstruktionsbüro für Motoren (OMKB).

## Geschichte
Unter der militärischen Bezeichnung GTD-3 wurde es als Wellenturbine für den Kamow-Ka-25-Hubschrauber entwickelt und hatte seinen Erstlauf 1959. Als GTD-3TL und GTD-3U kam es für stationäre Verwendung, aber auch in Fahrzeugen zum Einsatz. Die Entwicklung des Turbopropablegers dieses Triebwerkes mit einer Leistung von etwa 600 bis 800 kW begann in den 1960er Jahren für die Berijew Be-30, die 1968 ihren Erstflug hatte. Das Triebwerk kam auch in den Version TWD-10B bei Flugzeugen der Typen Antonow An-3 und Antonow An-28 zum Einsatz. Auf Basis des TWD-10B wurde die polnische PZL-10W Wellenturbine entwickelt, welche beim Hubschrauber PZL W-3 Sokół zum Einsatz kam und von der etwa 400 Stück gebaut wurden. Unter der Bezeichnung TWD-10M wurde es auch in Skat-Luftkissen-Landungsbooten eingesetzt. Später kam noch die weiterentwickelte und mit über 1100 kW wesentlich stärkere Version TWD-20 dazu.
Russland will 2025 den Bau des Motors wieder aufnehmen.

## Technische Daten
Das PZL-10W als Beispiel für ein TWD-10 besitzt einen sechsstufigen axialen und einen einstufigen radialen Verdichter, der von einer zweistufigen Turbine angetrieben wird. Die Antriebsturbine der Arbeitswelle ist einstufig ausgelegt. Das Triebwerk hat eine Länge von 1,88 m und ein Gewicht von 141 kg.